# Dobošnica
Dobošnica (serbisch-kyrillisch Добошница, oft auch Duboštica) ist ein Ort im Nordosten von Bosnien und Herzegowina. Er ist Teil der Gemeinde Lukavac im Kanton Tuzla der Föderation Bosnien und Herzegowina.

## Geschichte
Dobošnica wurde 1533 im Osmanischen Reich erstmals als das Dorf Dubareštica aktenkundig erwähnt. Um 1640 erhielt der Ort seine erste Moschee. 1939 wurde die Grundschule in Dobošnica errichtet, die während der deutschen Besatzung im Zweiten Weltkrieg den Partizanen als Lazarett diente. 1941 wurde der Ort von den Deutschen besetzt und am 13. September 1944 von den jugoslawischen Partisanen eingenommen.
Im Bosnienkrieg wurde Dobošnica Ende August 1992 von serbischen paramilitärischen Kräften angegriffen. Dabei kam es zu Plünderungen, Verwüstungen und Morden an Einwohnern des Ortes Dobošnica. Offiziellen lokalen Angaben zufolge wurden bei diesem Angriff mindestens 37 Zivilisten getötet und insgesamt 700 Häuser niedergebrannt. Obwohl die bei diesem Angriff von den serbischen Angreifern angefertigten Videoaufnahmen nach dem Krieg als Beweismittel gesichert wurden, ist dieser Vorfall bis heute nicht strafrechtlich verfolgt worden.

## Geographie
Dobošnica liegt im engen Tal des Flusses Kruševac zwischen den Bergen Ratiš im Norden und dem Fluss Spreča im Süden, in den der Kruševac mündet. Tuzla und Doboj sind ca. 20 km bzw. 40 km entfernt.
Benachbarte Orte sind Smoluća, Šikulje, Prline und Gnojnica.

## Bevölkerung
Der größte Teil der ca. 3600 Einwohner sind Bosniaken, wobei genaue Angaben über andere ethnische Minderheiten nicht vorliegen. Der Ort beherbergt ebenfalls eine kleine Ansiedlung von Roma, welche seit einigen Generationen dort ansässig leben.

## Wirtschaft
Vor dem Zweiten Weltkrieg war die Region primär von Agrarwirtschaft geprägt, wobei die Einwohner in Eigenversorgung und relativer Armut lebten. Nach dem Zweiten Weltkrieg entwickelten sich am Ort Werkstätten für die Reparatur von Eisenbahnwaggons, welche rund 300 Menschen beschäftigten. Im Verlauf des Bosnienkrieges wurde der Ort zum größten Teil zerstört, wobei viele Einwohner flohen. Noch heute leben und arbeiten viele Familien und Bewohner des Ortes im Ausland. Inzwischen wurde der Ort wieder aufgebaut, jedoch erholt er sich nur langsam von den wirtschaftlichen Folgen der Zerstörungen und Opfer des Bürgerkrieges.

### Verkehr
Das Tal der Spreča ist die kürzeste Verbindung zwischen den Tälern der Bosna und der Drina und daher seit langem ein wichtiger Handels- und Verkehrsweg. Seit 1886 verläuft hier die Bahnstrecke Doboj–Tuzla. Dobošnica besitzt einen Bahnhof an dieser Strecke. Daneben führt die Magistralstraße M4 durch den Ort.

## Sport
Dobošnica ist seit 1953 Heimat des Fußballklubs FK Željezničar Dobošnica, der in der regionalen Liga Prva liga TK (1. Liga des Tuzla-Kantons) spielt. Der Verein hat im Laufe seiner Geschichte eine Reihe Spieler hervorgebracht, unter denen der bekannteste Jusuf Hatunić ist, der zwischen 1972 und 1978 für die jugoslawische Nationalmannschaft spielte.